# Spoorlijn 18 Winterslag - Eindhoven
Spoorlijn 18 is een voormalige Belgische spoorlijn tussen Winterslag en Achel en verder naar Eindhoven in Nederland.

## Geschiedenis
Het 32,5 km lange traject tussen Houthalen en Achel werd op 20 juli 1866, als onderdeel van de lijn Hasselt - Eindhoven, ingehuldigd door de spoorwegmaatschappij Compagnie du chemin de fer Liégeois-Limbourgeois et des prolongements, ook wel Luik-Limburg Spoorweg genoemd. De spoorlijn was enkelsporig uitgevoerd en niet geëlektrificeerd.
Bij de uitbouw van het Kolenspoor, dat tot doel had de verschillende mijnbouw-sites op het bestaande spoorwegennet aan te sluiten, werden vanuit Houthalen twee uitbreidingen aan de spoorlijn toegevoegd. Het ene stuk (12,8 km) voerde naar Beringen-Mijnen, waar het aansloot op spoorlijn 17, maar het werd al gauw toegevoegd aan spoorlijn 15.
Het andere stuk werd een verlenging van spoorlijn 18 tot Winterslag/Zwartberg. Deze 10,7 km lange verlenging werd op 1 juli 1925 ingehuldigd en was uitsluitend bestemd voor het goederenvervoer. Toch is er na de Tweede Wereldoorlog gedurende korte tijd reizigersverkeer geweest. Drie treinparen per dag verzorgden in 1948 het pendelverkeer van de mijnwerkers. Vertrek en aankomst in Waterschei om 6, 14 en 22 uur (ploegenwissel van de mijnwerkers). Dit baanvak werd op 4 augustus 1990 opgeheven. In 1994 werden de sporen op het grondgebied van de gemeente Zonhoven opgebroken en werd er een fietspad op de bedding aangelegd. Het gedeelte tussen Winterslag en het militair depot te Zonhoven bleef daarna nog enige jaren in gebruik tot aan de sluiting ervan. Dit baanvak is heden (2025) nog niet volledig opgebroken.
Door de opening van het hoogspoor in Eindhoven op 28 november 1953 kwam het lijntje erg in de weg te liggen. In 1959 werd het oude spoorlijntje tussen Valkenswaard en Eindhoven opgeheven. De gemeente besloot toen tot de aanleg van een omleiding tussen Eindhoven en Valkenswaard. Er wordt ook gezegd dat een andere reden voor de omleiding is, dat de burgemeester van Waalre langs de spoorlijn woonde en hij werd 's nachts wakker door langsrijdende goederentreinen. In 1951 zou hij zijn invloed gebruikt hebben om de spoorlijn om te leiden. De spoorlijn werd omgelegd over Geldrop door de Groote Heide, zodat de spoorlijn nog een paar jaar bleef bestaan.
Op 2 juni 1957 werd de spoorlijn gesloten voor het personenvervoer. Goederenvervoer bleef nog enige jaren mogelijk, maar werd tussen 1973 en 1996 geleidelijk afgebouwd:
- op 31 mei 1973 reed de laatste trein tussen Neerpelt en Eindhoven. De sporen werden in 1985 opgebroken.
- op 5 januari 1986 reed de laatste trein tussen Houthalen en Eksel. De sporen werden in 1988 opgebroken.
- op 2 juli 1996 reed de laatste trein op spoorlijn 18, tussen Eksel en Neerpelt. De sporen werden in 1999 opgebroken.

Op een groot deel van de overgebleven spoorwegbedding werd een fietspad aangelegd, namelijk de fietssnelweg F75 en F74.

## Mogelijke heropening
In het kader van het Spartacusplan wilde de Belgisch-Limburgse gouverneur Steve Stevaert het Belgische deel tot Neerpelt heropenen. Als alternatief voor een heropening als treinverbinding werd er ook een sneltram of lightrail verbinding tussen Eindhoven en Hasselt bestudeerd. Een (lichte) treinverbinding zou het meest rendabel zijn, maar hiervoor lag het initiatief bij de NMBS, die hiervoor geen actie ondernam. Aangezien in 2016 de NMBS nog steeds niet had toegezegd voor de reactivering van spoorlijn 18, kondigde minister Ben Weyts op 8 juli 2016 aan de NMBS en Infrabel een prefinanciering aan te bieden zodat men "geen nee kon zeggen". Op 21 maart 2019 maakte Ben Weyts bekend dat de studie voor de heropening is afgerond.
Na vergelijking tussen de opties voor een trein of een sneltram werd initieel gekozen om mogelijks een sneltram in te richting omdat deze minder impact heeft op de waardevolle natuur, dubbel zoveel reizigerskilometers aantrekt als de trein, en daarbij ook de tijdswinst van de trein behoudt. De bouw-, exploitatie-, en onderhoudskosten voor een treinverbinding vielen ook hoger uit in vergelijking met die van de sneltram.
Uiteindelijk werd in oktober 2021 besloten door minister Lydia Peeters om ook het Spartacusplan niet uit te voeren. Vanwege de haalbaarheid van het project werd beslist om spoorlijn 18 niet te heropenen als trein of sneltram, en in de plaats een trambus in te leggen over het hele traject die op de lange termijn autonoom op een eigen busbaan zou moeten rijden. De keuze voor de trambus kreeg kritiek omdat dit het traagste alternatief is van de drie, en weinig tijdswinst oplevert voor reizigers ten opzichte van de huidige vervoersmogelijkheden:: bus en auto.

## Aansluitingen
In de volgende plaatsen is of was er een aansluiting op de volgende spoorlijnen:
Winterslag
Spoorlijn 21A tussen Hasselt en Maaseik
Spoorlijn 21C tussen Genk-Goederen en Y Rooierweg
Houthalen
Spoorlijn 15 tussen Y Drabstraat en Y Zonhoven
Neerpelt
Spoorlijn 19 tussen Mol en Hamont
Aalst-Waalre
Spoorlijn tussen Aalst-Waalre en Vliegveld Welschap
Eindhoven
Spoorlijn tussen Breda en Eindhoven
Spoorlijn tussen Eindhoven en Weert
Spoorlijn tussen Venlo en Eindhoven

## Verbindingsspoor
18/2: Y Oost Δ Winterslag (lijn 21A) - Y West Δ Winterslag (lijn 18)

## Galerij

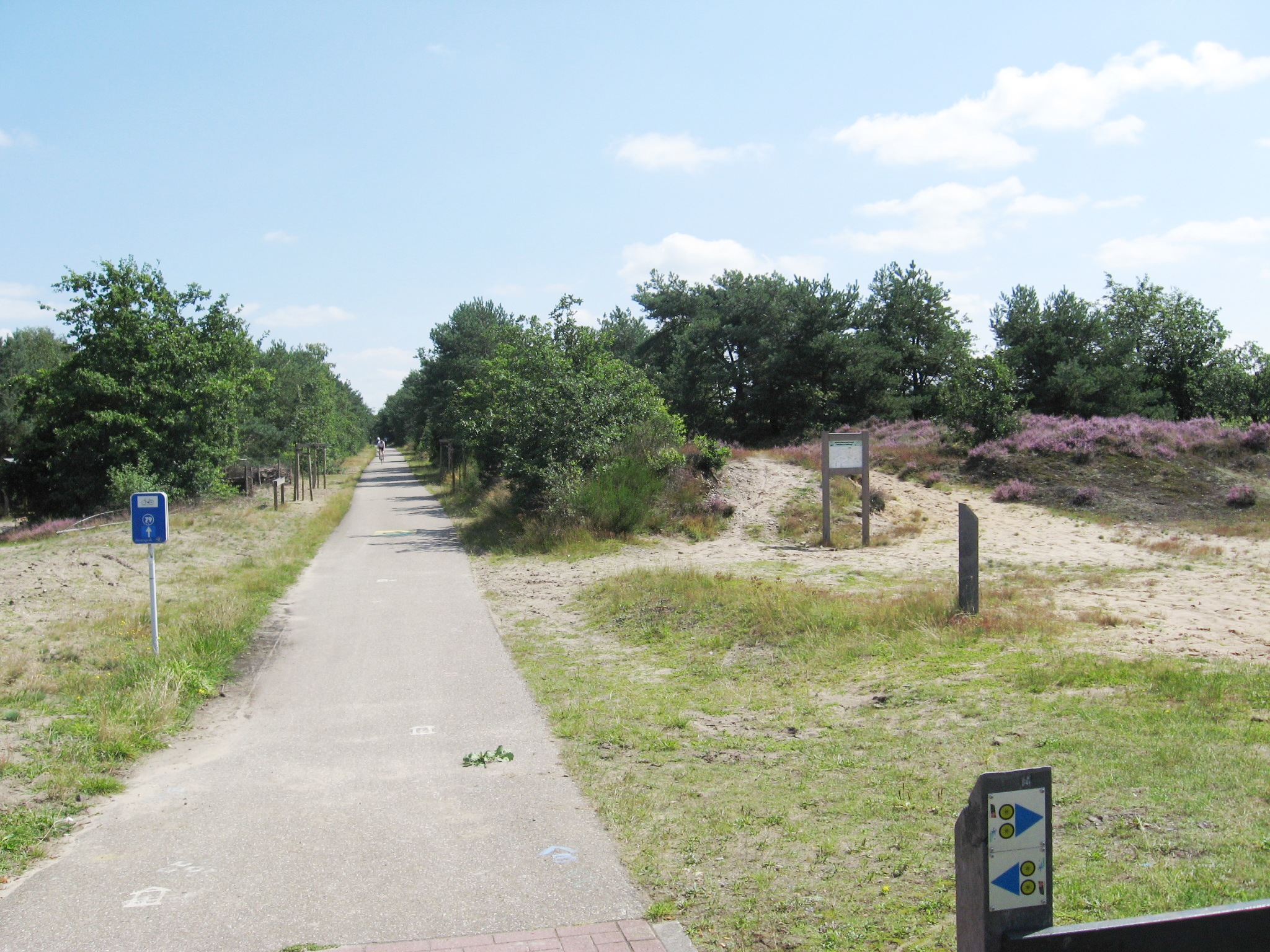
Spoorlijn 18 in natuurgebied De Teut in Zonhoven
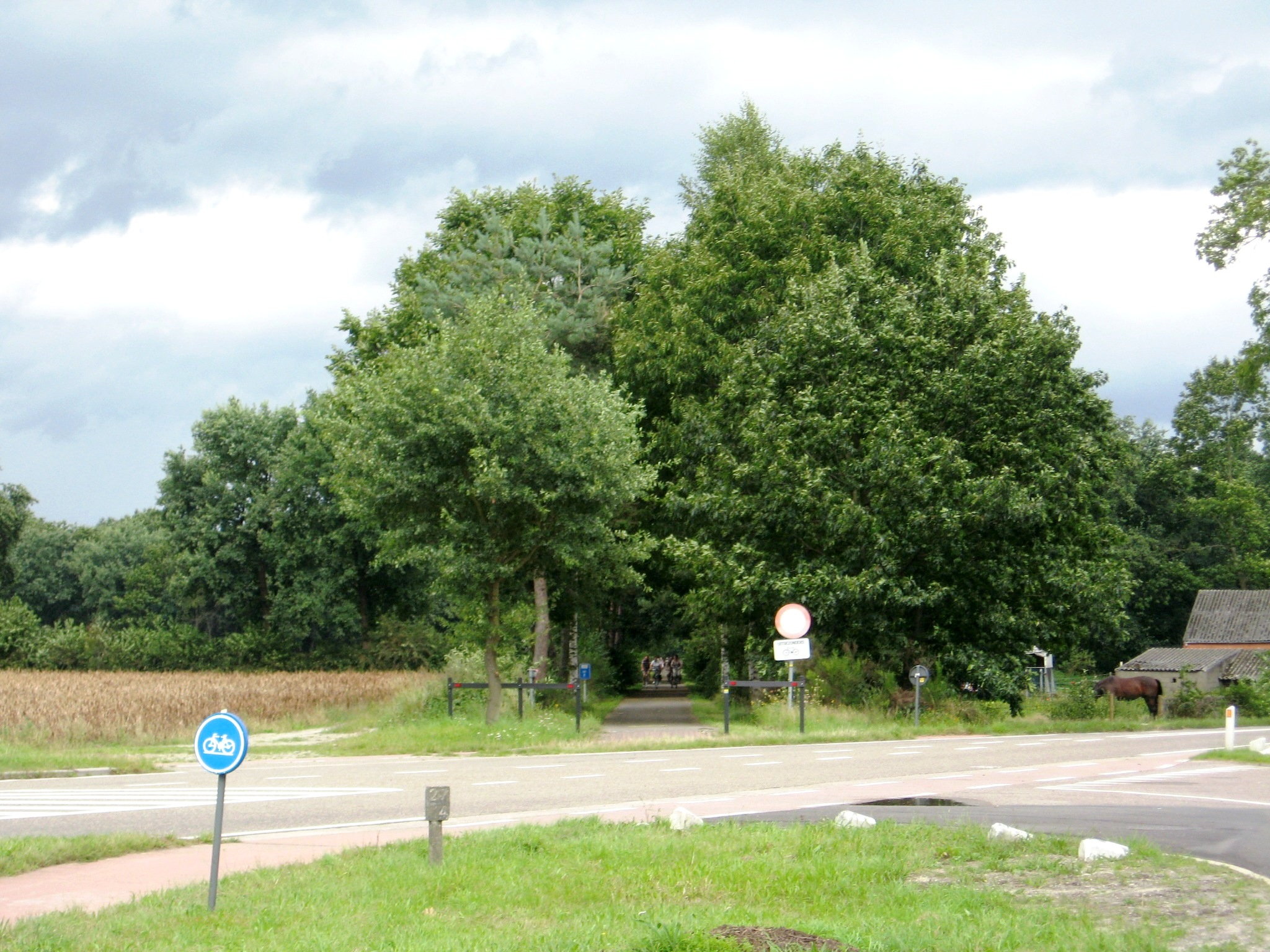
Spoorlijn 18 ter hoogte van het voormalige station van Eksel
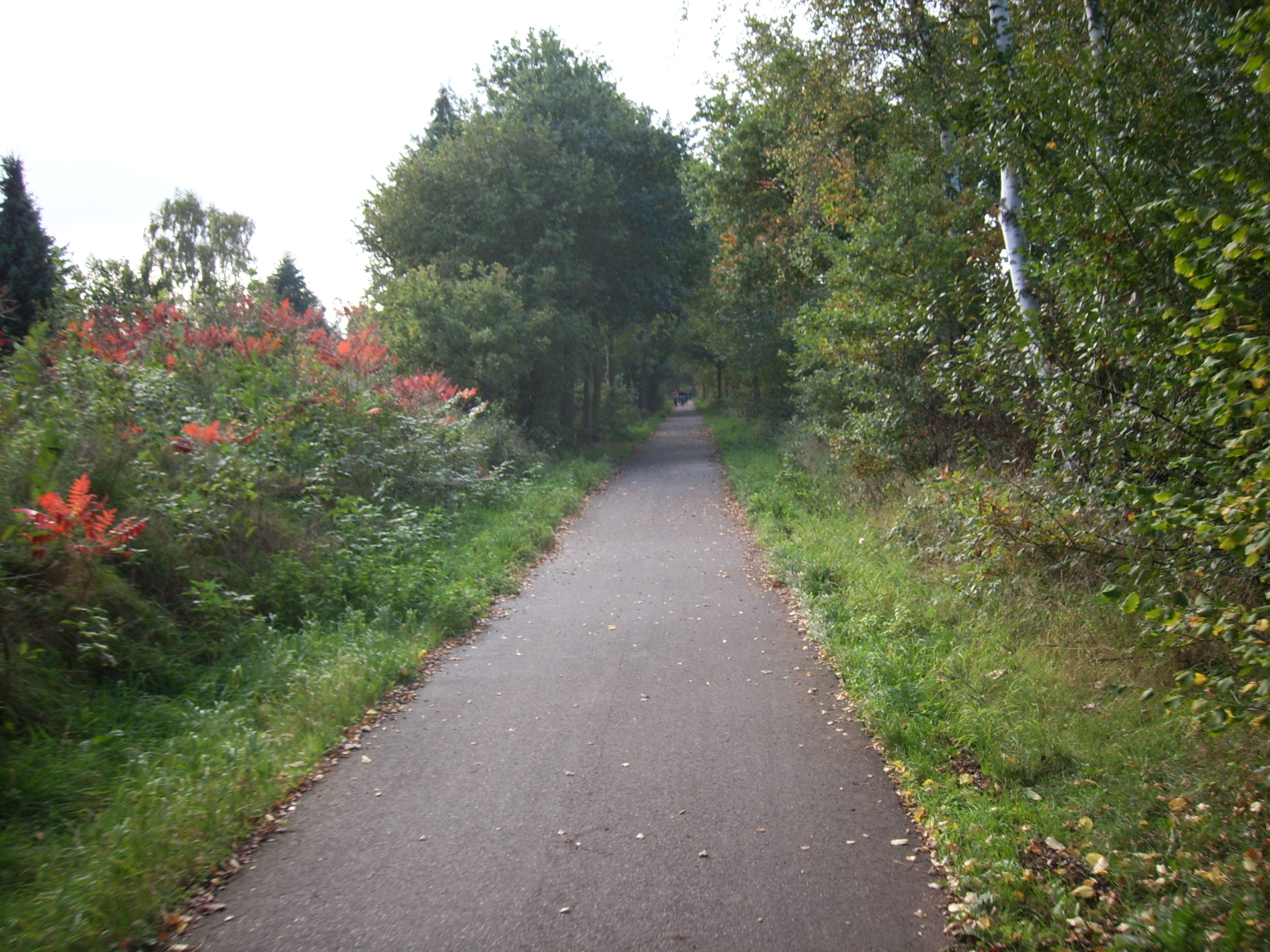
In Achel werd op de spoorwegbedding een fietspad aangelegd
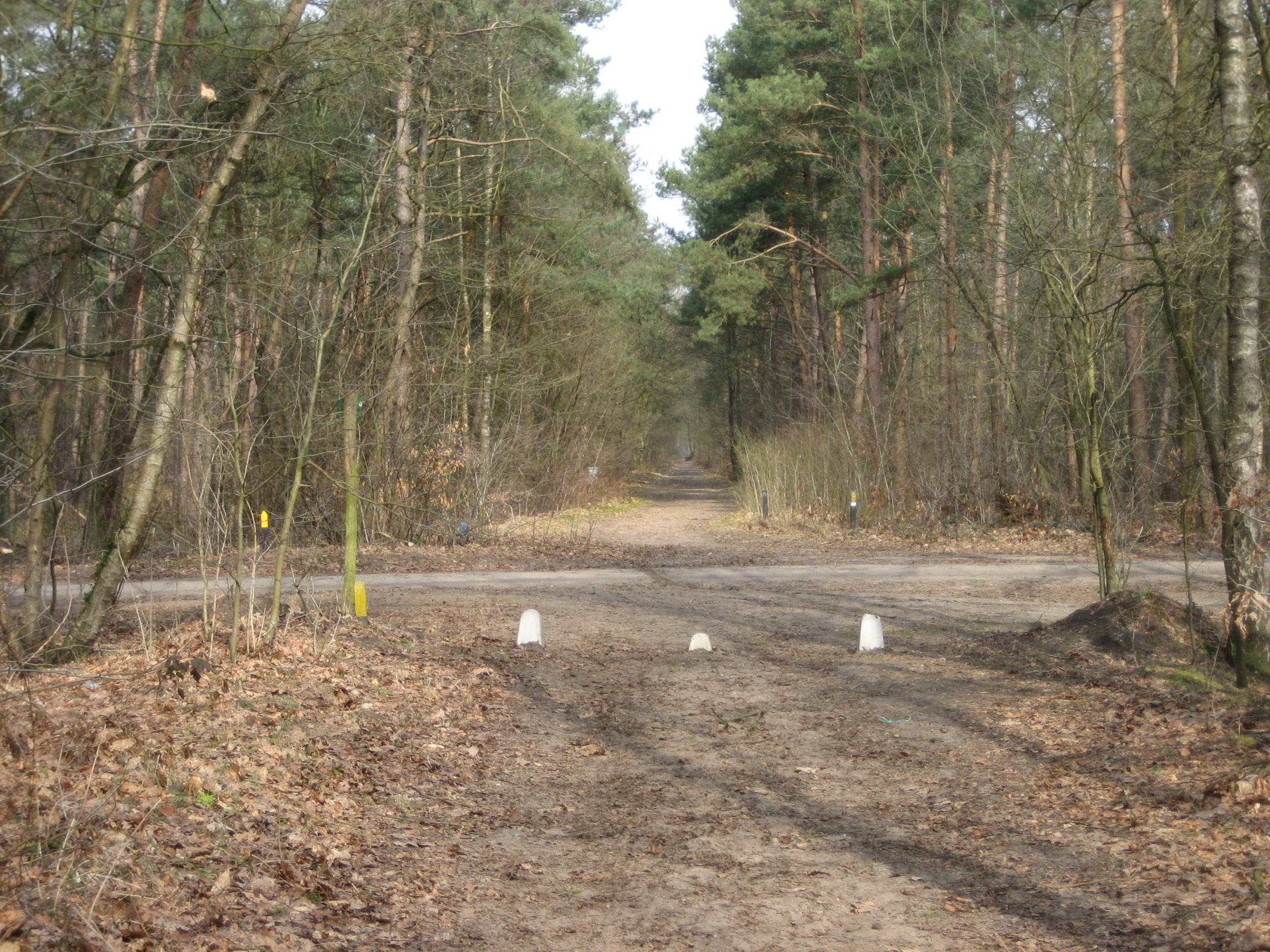
Valkenswaard, kruising Merenstraat
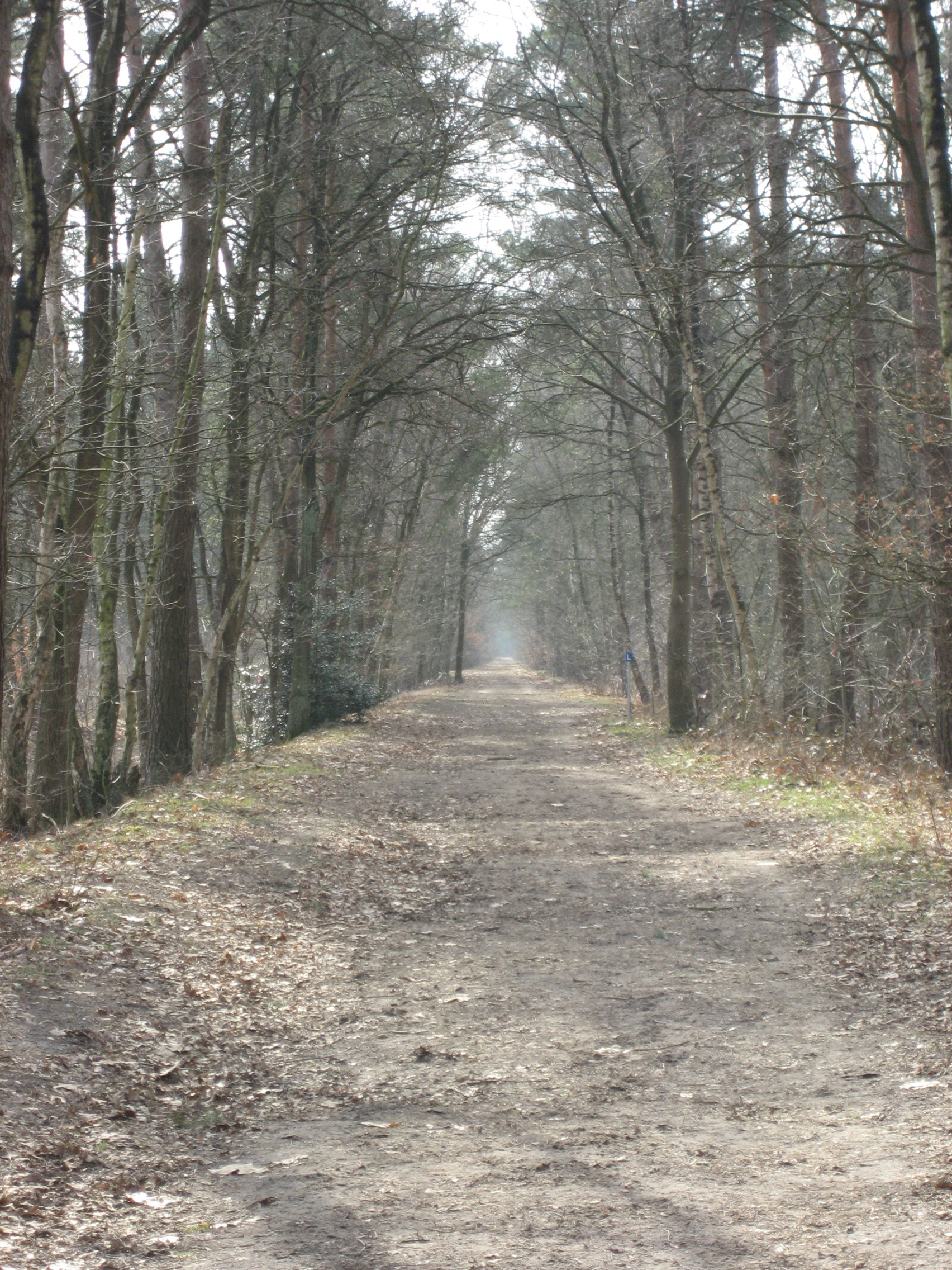
Valkenswaard, kruising Merenstraat
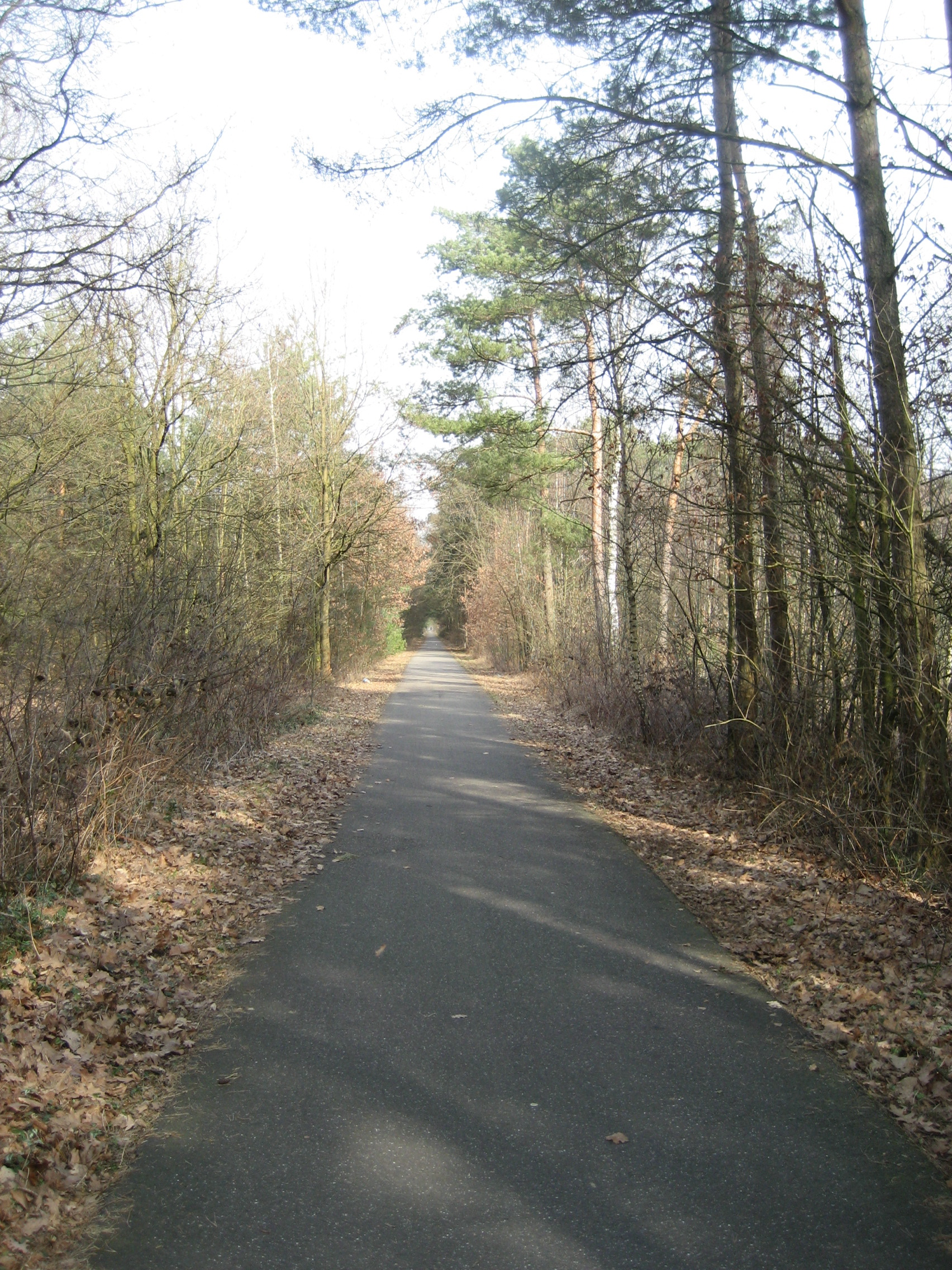
Spoorwegbedding met fietspad op de grens van Neerpelt en Achel
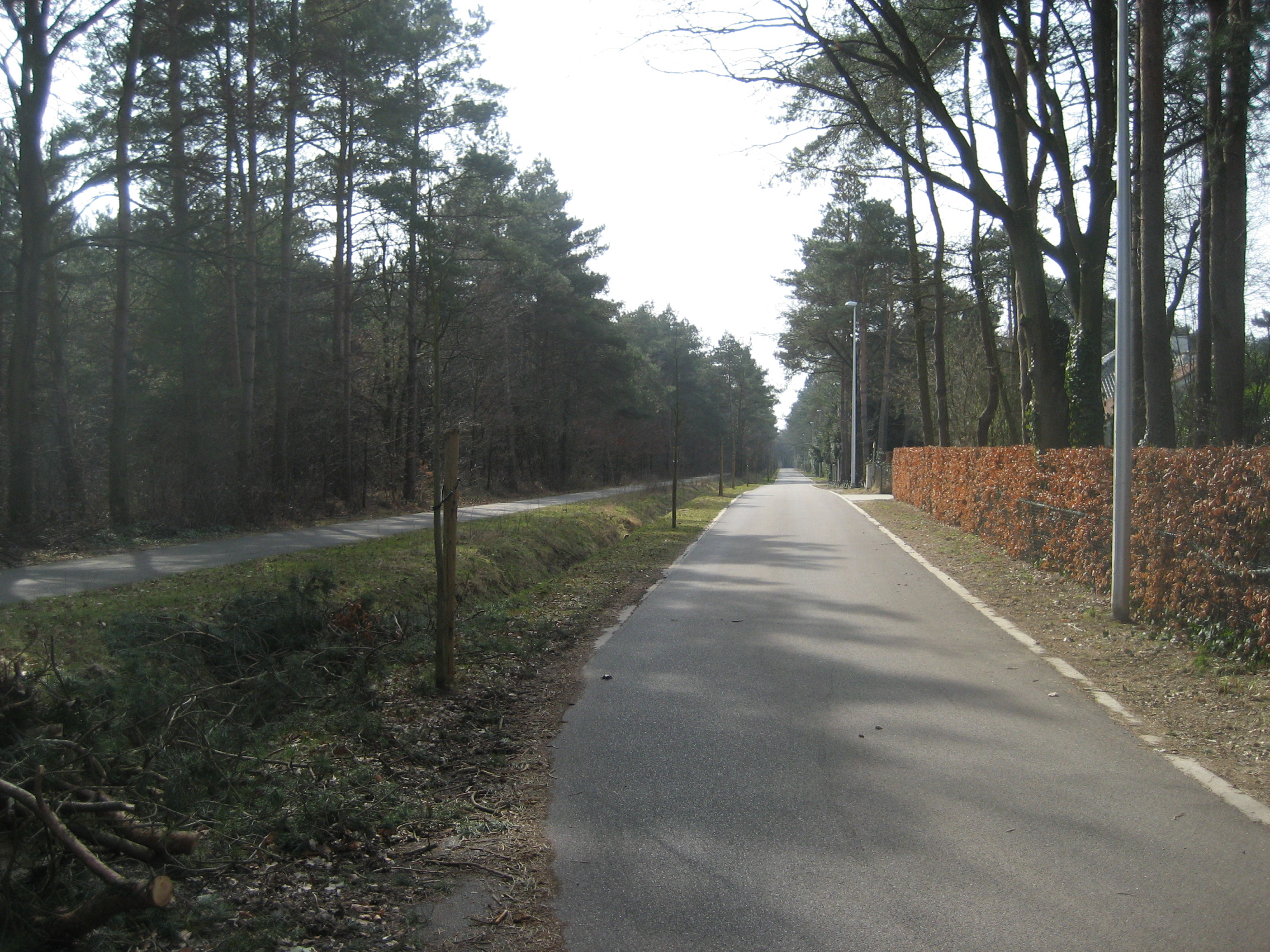
Spoorwegbedding met fietspad in Neerpelt langs de Mezenstraat